# Julian Ursyn Niemcewicz

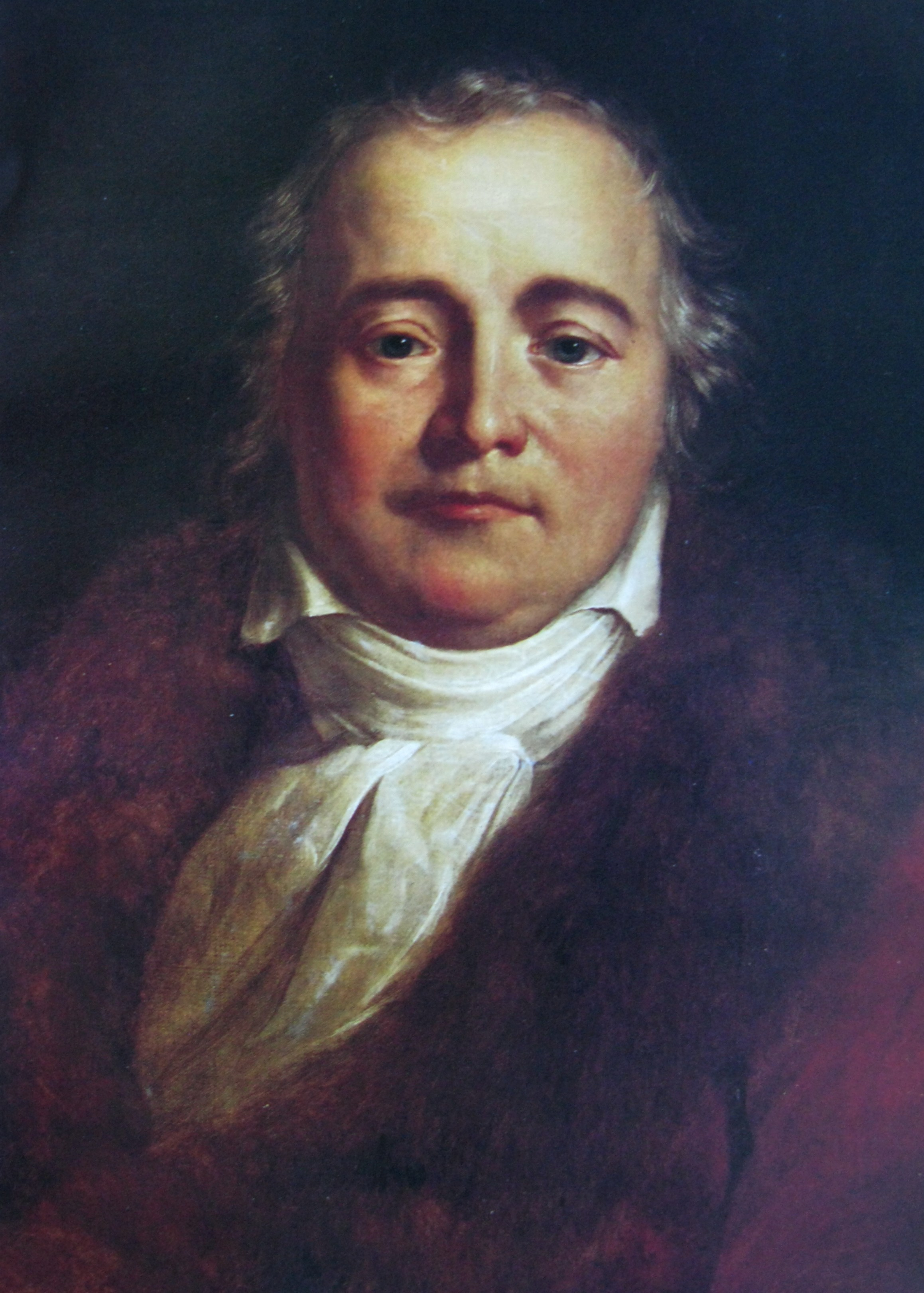
Julian Ursyn Niemcewicz

Julian Ursyn Niemcewicz (Skoki próximo de Brest, 16 de fevereiro de 1757 - Paris, 21 de maio de 1841) foi um estudioso polonês, poeta, patriota e estadista. Seu brasão de armas era o Rawicz.
No período inicial de sua vida ele atuou como assistente de Tadeusz Kościuszko, foi feito prisioneiro juntamente com ele na mortal Batalha de Maciejowice (1794) e compartilhou seu cativeiro em São Petersburgo. Quando foi solto viajou algumas vezes para a América, onde casou. Depois do Congresso de Viena foi Secretário de Estado e Presidente do Comitê Constitucional da Polônia, mas em 1830-1831 foi novamente enviado para o exílio. Morreu em Paris em 21 de maio de 1841.
Niemcewicz experimentou vários estilos de composição. Sua comédia A Volta do Deputado (1790) conseguiu uma grande repercussão e seu romance, João de Tenczyn (1825), no estilo de Walter Scott, dá uma vigorosa visão dos dias da antiga Polônia. Ele também escreveu a "História do Reinado de Sigismundo III", (em três volumes, 1819) e uma coleção de memórias da "História Antiga Polonesa" (em seis volumes, 1822-1823). Mas atualmente ele é mais lembrado por suas “Canções Históricas dos Poloneses" (Varsóvia, 1816), uma série de composições líricas na qual os principais heróis pertencem à Era dourada de Sigismundo I e os reinados de Stefan Batory e Jan III Sobieski.
Uma coleção de seus trabalhos foi publicada em doze volumes em Leipzig (1838-1840).

## Obras
- Władysław pod Warną - (1788)
- Kazimierz Wielki - (1792)
- Powrót posła (A Volta do Deputado) - (1791)
- Na hersztów targowieckich
- Podróże historyczne po ziemiach polskich
- Śpiewy historyczne
- Dzieje panowania